# ام‌جی دیلینی
ام‌جی دیلِـینی (انگلیسی: MJ Delaney) کارگردان تلویزیونی و کارگردان فیلم اهل بریتانیا است. وی از سال ۲۰۱۰ میلادی تاکنون مشغول فعالیت بوده‌است.
از فیلم‌ها یا مجموعه‌های تلویزیونی که وی در آن‌ها نقش داشته‌است، می‌توان به تد لاسو اشاره نمود که بابت کارگردانی قسمت‌های مختلف آن نامزد دریافت جایزهٔ جایزه انجمن کارگردانان آمریکا،  انجمن منتقدان هالیوود و همچنین نامزد دریافت جایزه امی ساعات پربیننده برای بهترین کارگردانی مجموعه تلویزیونی کمدی در هفتاد و سومین جوایز امی ساعات پربیننده شد و سرانجام در سال ۲۰۲۲ برندهٔ جایزه امی ساعات پربیننده برای بهترین کارگردانی مجموعه تلویزیونی کمدی در هفتاد و چهارمین جوایز امی ساعات پربیننده گردید.